# Paul Sébillot

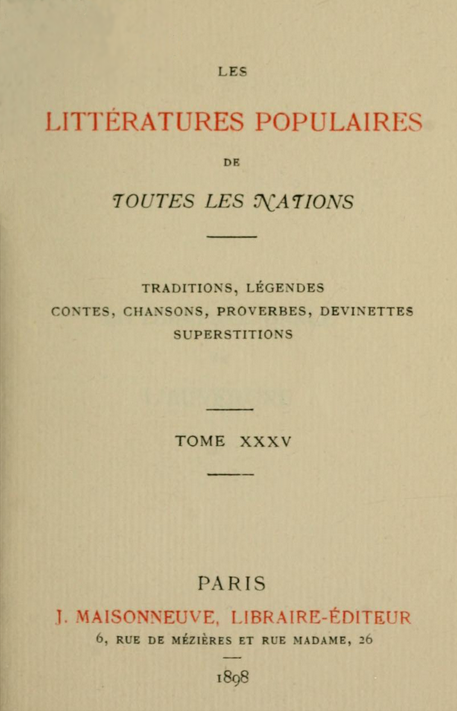
Les littératures populaires de toutes les nations (XXXV) 1898.

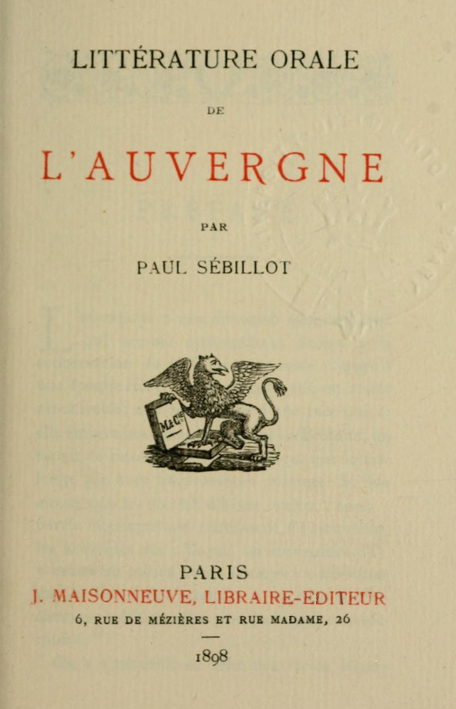
Littérature orale de L'Auvergne (1898).

Paul Sébillot (ur. 6 lutego 1843 w Matignon, Côtes-d’Armor, Francja, zm. 23 kwietnia 1918 w Paryżu) – francuski folklorysta, malarz i pisarz.

## Publikacje
- La République, c’est la tranquillité, 1875
- Essai sur le patois gallot, 1876
- Les Traditions, superstitions et légendes de la Haute-Bretagne, 1880
- Essai de questionnaire pour servir à recueillir les traditions, les superstitions et les légendes, 1880
- Contes populaires de la Haute-Bretagne, 1880
- Contes des paysans et des pêcheurs, 1880
- Les Pendus, 1880
- La Littérature orale de la Haute-Bretagne, 1881
- Les Traditions et superstitions de la Haute-Bretagne, 1882
- Contes de terre et de mer, 1883
- Gargantua dans les traditions populaires, 1883
- Les Coutumes populaires de la Haute-Bretagne, 1885
- Questionnaire des croyances, légendes et superstitions de la mer, 1885
- La Bibliographie des traditions populaires des Frances d’Outremer, 1886
- La langue bretonne, limites et statistique, 1886
- Légendes chrétiennes de la Haute-Bretagne, 1886
- Devinettes de la Haute-Bretagne, 1886
- Les Instructions et questionnaires de la société, 1887
- Les Coquilles de mer, 1887
- Légendes locales de la Haute-Bretagne : les Margot la fée, 1887
- Notes sur la mer et la météorologie maritime, 1887
- Notes sur les traditions et superstitions de la Haute-Bretagne, 1888
- Blason populaire de la Haute-Bretagne, 1888
- L’Imagerie populaire en Bretagne, 1888
- Les Héros populaire en Haute-Bretagne, 1889
- Molière et les traditions populaires, 1890
- Les Traditions et superstitions de la Boulangerie, 1891
- Contes de marins : le diable et les animaux à bord, 1891
- Contes de marins, 1891
- Les Femmes et les traditions populaires, 1892
- Additions aux coutumes, traditions et superstitions de la Haute-Bretagne, 1892
- Les Incidents des contes populaires de la Haute-Bretagne, 1892
- Contes de la Haute-Bretagne : Les chercheurs d’aventures, le diable et ses hôtes, 1892
- Ustensiles et bibelots populaires, 1893
- Le Tabac dans les superstitions et les coutumes, 1893
- Les Travaux publics et les mines dans les traditions et superstitions de tous les pays, 1894
- Contributions à l’étude des contes populaires, 1894
- Livres et images populaires, 1894
- Légendes du pays de Paimpol, 1894
- Dix contes de la Haute-Bretagne, 1894
- Bibliographie des traditions de la Bretagne, 1894
- Contes de prêtres et de moines, 1895
- Ercé près Liffré et le château du Bordage, 1895
- Légendes et curiosités des métiers, 1895
- Contes espagnols, 1896
- Annuaire de Bretagne, 1897
- Petite légende doré de la Haute-Bretagne, 1897
- Littérature orale de l’Auvergne, 1898
- Légendes locales de la Haute-Bretagne, 1899
- La Bretagne enchantée, 1899
- La Veillée de Noël, 1900
- Contes des landes et des grèves, 1900
- Les Coquillages de mer, 1900
- Légendes locales de la Haute-Bretagne, 1900
- Le Folklore des pêcheurs, 1901
- La Mer fleurie, 1902
- Les Traditions populaires en Anjou, 1903
- Les Paganismes, 1904
- La Bretagne pittoresque et légendaire, Daragon éditeur, 1911
- Le Folklore de France, actuellement réédité sous le titre Croyances, mythes et légendes des pays de France, établi par Francis Lacassin, Éditions Omnibus, 2002, ISBN 2-286-01205-9